# Ayako Kawasumi

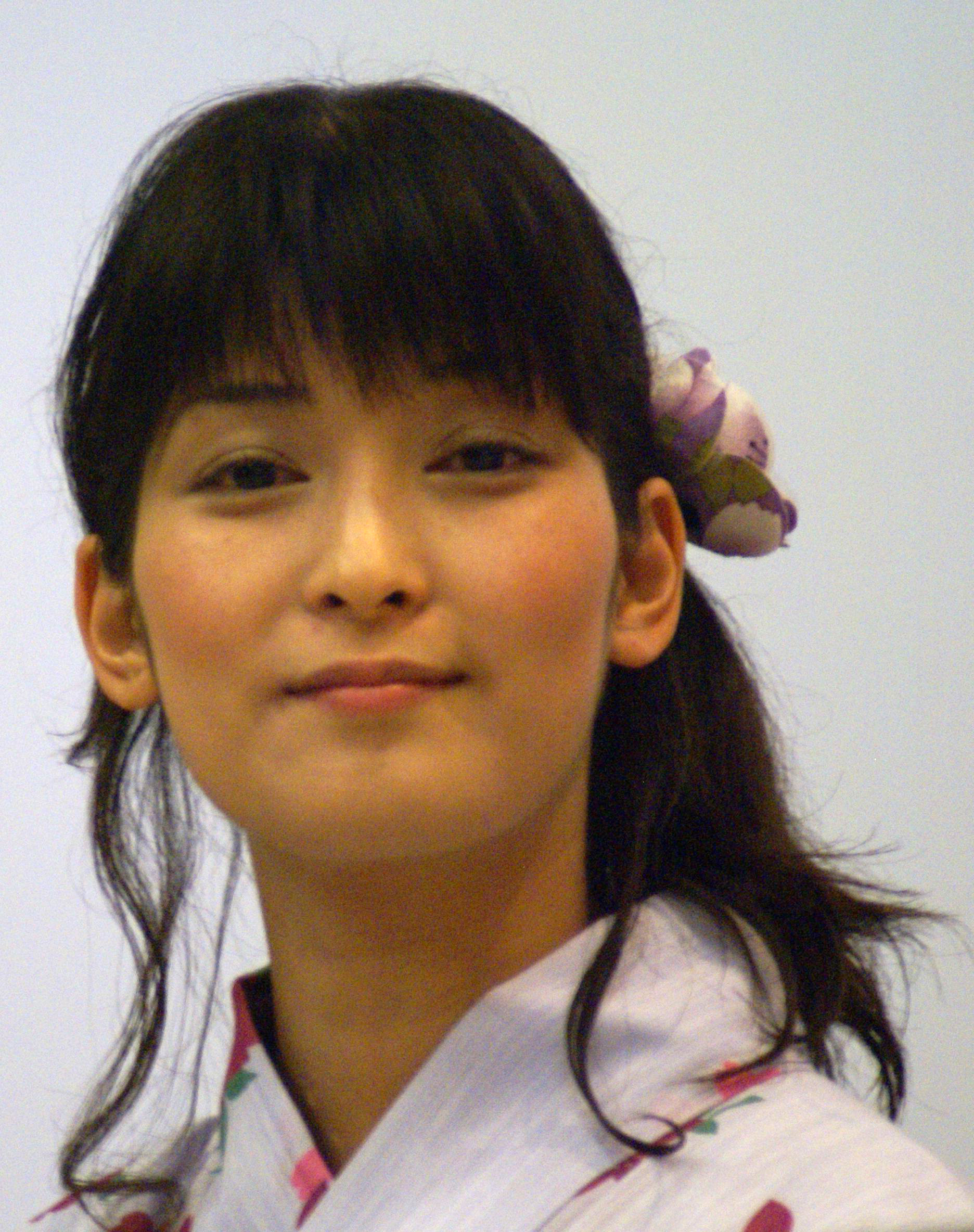
Ayako Kawasumi (2006)

Ayako Kawasumi (jap. 川澄 綾子, Kawasumi Ayako; * 30. März 1976 in der Präfektur Tokio) ist eine japanische Synchronsprecherin (Seiyū) und J-Pop-Sängerin. Als Synchronsprecherin arbeitet sie für die Agentur Ōsawa Jimusho.

## Leben
Ayako Kawasumi fing bereits mit drei Jahren mit dem Klavierspielen an. Später graduierte sie von der Tōhō-Musikhochschule.
1996 gewann sie bei einem SME-Vorsprechen ein Stipendium für die Yoyogi Animation Gakuin (代々木アニメーション学院), an der sie zur Synchronsprecherin ausgebildet wurde.
Ihr Debüt als Synchronsprecherin hatte sie 1997 in Folge 33 des Animes Taiho Shichau zo als namenlose Polizistin. 1998 bekam sie ihre erste größere Rolle als Melfina in Seihō Bukyō Outlaw Star. Ihren Durchbruch erlangte sie im selben Jahr mit der Rolle der Natsuki Mogi in Initial D First Stage und ein Jahr später als Akari Kamigishi in To Heart.
Ayako Kawasumi gilt als gute Klavierspielerin. So wurde sie bei der Produktion des Soundtracks zu Seihō Bukyō Outlaw Star gebeten ein Klavierstück für diesen zu komponieren, woraufhin A Date entstand. In dem Anime Piano spielte sie nicht nur die klavierspielende Hauptdarstellerin, sondern komponierte auch etliche Hintergrundlieder und den Vorspann … to you. Auch in Nodame Cantabile sprach sie abermals in einer Hauptrolle eine Klavierspielerin; hier Megumi Noda. Unter diesem Rollennamen komponierte und mittextete sie auch das Interludium Onara Taisō. Im Februar 2007 spielte sie dieses auch auf dem Nodame Orchestra Concert.

## Rollen (Auswahl)
| - Ai Yori Aoshi (Aoi Sakuraba) - Angel Sanctuary (Sara Mudō) - Angelic Layer (Kaede Saitō) - Ayashi no Ceres (Chidori Kurumi) - Azumanga Web Daiō (Ayumu „Osaka“ Kasuga) - Bokusatsu Tenshi Dokuro-chan (Shizuki Minagami) - Brave Story (geheimnisvolles Mädchen) - Fate/stay night (Saber) - Fate/Zero (Saber) - Gallery Fake (Sara Halifa) - Gate Keepers (Ruriko Ikusawa) - Genshiken (Kanako Ōno) - Ginban Kaleidoscope (Tazusa Sakurano) - Girls Bravo (Miharu Sena Kanaka) - Gokujō Seitokai (Sayuri Hida) - Hitohira (Nono Ichinose) - Ichigo Mashimaro (Matsuri Sakuragi) - Kannazuki no Miko (Chikane Himemiya) - Kanokon (Chizuru Minamoto) - Kanon (2002), Kanon (2006) (Kaori Misaka) - Kaibutsu Ōjo (Prinzessin) - Kono Minikuku mo Utsukushii Sekai (Hikari) - Kurau: Phantom Memory (Kurau Amami) - Mahoromatic (Mahoro, Matthew) - NieA_7 (Mayuko Chigasaki) - Nodame Cantabile (Megumi „Nodame“ Noda) - Oh! My Goddess: Der Film (Morgan Le Fay) - Ōkami-san to Shichinin no Nakama-tachi (Otsū Tsurugaya) - Onegai Teacher (Koishi Herikawa) - Onegai Twins (Koishi Herikawa) - Pandora Hearts (Alice) - Piano (Miu Nomura) - Princess Nine (Yuki Azuma) - Queen’s Blade (Reina) - Queen’s Blade Rebellion (Maria) - RahXephon (Megumi Shitow) - RAVE (Elie) - Samurai Champloo (Fuu) - Seikai no Monshō/Senki (Lamhirh) - Scrapped Princess (Winia Chester) - Seihō Bukyō Outlaw Star (Melfina) - Seraphim Call (Kurumi Matsumoto) - Serial Experiments Lain (Mika Iwakura) - Shakugan no Shana (Kazumi Yoshida) - Shion no Ō (Shion Yasuoka) - Soul Hunter (Shin’yō) - Sky Girls (Otoha Sakurano) - To Heart (Akari Kamigishi) - Violet Evergarden (Clara Magnolia) - Yume Tsukai (Tōko Mishima) - Zero no Tsukaima (Henrietta) | - Aoi Umi no Tristia (Nanoca Flanka) - Arknights (Siege) - Dead or Alive (Kokoro) - Ehrgeiz (Yoko Kishibojin) - Forever Kingdom (Faeana) - .hack//G.U. (Atoli) - Kana – Imōto (Xbox-Version; Kana Tōdō) - Kanon (Kaori Misaka) - KimiKiss (Tomoko Kawada) - The King of Fighters (Hinako Shijō) - Kita e. White Illumination (Hayaka Sakyō) - League of Legends (Leona) - Memories Off (Isago Narumi) - Namco × Capcom (Sabinu, Wonder Momo) - Odin Sphere (Gwendolyn) - One – Kagayaku Kisetsu e (Yukimi Miyami) - Oni (Shinatama) - Phantasy Star Universe (Lou) - Princess Connect! Re:Dive (Jun) - Project Zero II: Crimson Butterfly (Mayu Amakura) - Shinseiki GPX Cyber Formula (Rena Yūki) - Sister Princess (Chikage) - Tales of Legendia (Grune, Schwartz) - Trauma Center: Second Opinion (Anju Tonegawa (dt. Angie Thompson)) - Valkyrie Profile 2: Silmeria (Silmeria) - Wild Arms: The 4th Detonator (Yulie Ahtreide) |

## Diskografie
Alle CDs entstanden im Rahmen ihrer Synchronsprechtätigkeit. In den folgenden Auflistungen sind alle CDs ausgenommen, in denen Ayako Kawasumi als Teil einer Gruppe oder mit nur einem Lied für eine Rolle auftrat.

### Alben
- Primary (2002)
- Mahoromatic for Kawasumi Ayako (まほろまてぃっく for 川澄綾子, Mahoromatikku for Kawasumi Ayako; 2003)
- AA (zusammen mit Ai Shimizu, 2004)

### Singles
- Dream it (Vor- und Abspann zum Anime Starlight Scramble Ren’ai Kōhosei, 1998)
- Goal no nai Yume ni mukatte (終わり（ゴール）のない夢に向かって; für Shinseiki GPX Cyber Formula: Aratanaru Chōsensha, 1999)
- Aoi Uta (葵唄; für Ai Yori Aoshi, 2002)
- …to you (für den Anime Piano, 2002)
- Ka-ta-ko-to (カ・タ・コ・ト; Interludium aus der OVA von Aoi Umi no Tristia; 2004)
- Watashi no Namida to Sora (私の涙と空; Interludium aus dem Spiel Blue Dragon)
- Love Love!Chu Chu! (Love Love!Chuっ Chuっ!; Vor- und Abspann von Oku-sama wa Joshi Kōsei; 2005)
- Yume Tsukai Character CD: Mishima Tōko (「夢使い」キャラクターCD ~三島塔子~; 2006)
- Scoop!/7 days after (zusammen mit Mamiko Noto, 2006)
- Fate/stay night Character Image Song I: Saber (als Saber; 2006)
- Genzai no Aperitif (原罪のAperitif; als Prinzessin (姫, Hime) aus Kaibutsu Ōjo; 2007)